# Protandrena unimaculata
Protandrena unimaculata är en biart som beskrevs av Timberlake 1976. Protandrena unimaculata ingår i släktet Protandrena och familjen grävbin. Inga underarter finns listade i Catalogue of Life.